# Bagnols-en-Forêt
Bagnols-en-Forêt è un comune francese di 3 049 abitanti situato nel dipartimento del Var della regione della Provenza-Alpi-Costa Azzurra.

## Società

### Evoluzione demografica
Abitanti censiti

## Amministrazione

### Gemellaggi
Bagnols-en-Forêt è gemellata con:
- Pieve di Teco, dal 1990